# Sierra de Rañadoiro
La sierra de Rañadoiro es una de las sierras orientales de Galicia. Tiene orientación NO-SE y está situadas entre Los Nogales y Piedrafita del Cebrero En la vertiente sur nace el río Lóuzara, que discurre hacia el Caurel, donde confluye con el Río Lor.
El punto de mayor altura de la sierra es La Muralla, con 1.480 metros sobre el nivel del mar.